# Nils Ryde (astronom)
Nils A. Ryde, född 2 januari 1970 i Täby, är en svensk professor i astronomi vid Lunds universitet.

## Biografi
Ryde avlade civilingenjörsexamen 1994 vid Lunds tekniska högskola och disputerade i teoretisk astrofysik år 2000 vid Uppsala universitet på en avhandling om röda jättestjärnor. Därefter var han postdoktor på University of Texas at Austin i ett par år innan han blev docent i astronomi vid Uppsala Universitet 2005. Mellan åren 2008–2013 innehade han Kungliga Vetenskapsakademiens särskilda forskartjänst förlagd till Lunds universitet, där han studerade hur galaxer bildas samt studier av Vintergatans uppkomst. Han har även varit  gästforskare vid universitetet i Montpellier (2004), arbetat vid European Southern Observatory (ESO) i München (2007)  och varit gästprofessor vid Observatoire de la Côte d’Azur (2019). Sedan 2012 är han Excellent Teacher Practitioner (ETP).
Ryde är sedan 2021 ämnesansvarig professor i astronomi vid Lunds universitet. Han forskar främst inom galaktisk astronomi och särskilt galaktisk kemisk utveckling och grundämnenas kosmiska ursprung.  Han har specialiserat sig på infraröd stjärnspektroskopi av röda jättestjärnor, särskilt i Vintergatans centrum. Hans vetenskapliga publicering har (2021) enligt GoogleScholar över 4 000 citeringar och ett h-index på 28.
Ryde blev 2021 ledamot av Kungliga Fysiografiska Sällskapet i Lund.

### Familj
Nils Ryde är son till Hans Ryde och bror till Felix Ryde. Han är brorsonson till Nils F. Ryde.